# Alba Redondo
Alba María Redondo Ferrer (Albacete, 27 agosto 1996) è una calciatrice spagnola, attaccante del Real Madrid e della nazionale spagnola.

## Carriera

### Club
Nata ad Albacete, Redondo inizia a giocare nella squadra della sua città, il Fundación Albacete, con cui debutta nella massima serie spagnola nel 2014, a 18 anni. Gioca con il club per altre cinque stagioni, fino all'annata 2018-2019, in cui segna 14 reti, ma non riesce ad evitare la retrocessione in seconda serie.
Il 14 giugno 2019 viene annunciato il suo ingaggio a titolo definitivo da parte del Levante, sempre in massima serie, con cui firma un contratto biennale. Durante il suo periodo con la squadra valenciana, si laurea capocannoniere del campionato nella stagione 2022-2023. Lascia il club al termine dell'ultima annata, dopo aver totalizzato 155 presenze e 80 reti.
Il 2 luglio 2024 viene ufficialmente ingaggiata a parametro zero dal Real Madrid, sempre in massima serie.

### Nazionale
Redondo inizia a essere convocata dalla federazione calcistica della Spagna (RFEF) fin dal 2012, chiamata a indossare la maglia della formazione Under-17 affidata al tecnico delle giovanili Jorge Vilda, debuttando il 3 settembre 2012 nella partita vinta 8 a 0 contro le pari età delle Fær Øer in occasione del primo turno di qualificazione all'edizione 2013 degli Europei di categoria. Impiegata in cinque dei sei incontri disputati nelle due fasi dalla Spagna, condivide con le compagne il percorso della squadra che, dopo aver concluso al primo posto, imbattuta, il gruppo 11 nella prima fase eliminatoria, accede alla fase finale pur pareggiando l'incontro 1-1 con la Francia grazie alla migliore differenza reti. Vilda tuttavia non la inserisce nella rosa delle giocatrici in partenza per la Svizzera.
Nel 2014 Vilda decide di convocarla nella Under-19, inserendola in rosa con la formazione che affronta la fase élite delle qualificazioni agli Europei di Norvegia 2014, debuttando il 7 aprile nell'incontro vinto 10-0 sulla Bielorussia. La squadra, imbattuta, chiude al primo posto il gruppo 1 e accede così alla fase finale per la nona volta, comprese le due edizioni per formazioni Under-18. Il tecnico continua a concederle fiducia includendola nella lista delle ragazze che si giocheranno il titolo nel paese scandinavo e impiegandola in tutti i cinque incontri disputati dalla squadra che, inserita nel gruppo B, dopo aver perso di misura con l'Irlanda, vince gli incontri con Svezia, dove Redondo sigla la sua prima rete in U-19 fissando il risultato sul definitivo 2-0, e Inghilterra, per poi superare per 2-0 la Norvegia in semifinale e arrendersi ai Paesi Bassi in finale che, grazie all'unica rete di Vivianne Miedema si aggiudicano il torneo.
Vilda la chiama anche per le successive qualificazioni all'Europeo di Israele 2015, dove la impiega nella sola fase élite in tutti i tre incontri e dove è autrice di una doppietta nella vittoria del 9 aprile per 6-0 sulle pari età della Finlandia. Superate agevolmente le eliminatorie la Spagna approda alla fase finale, con Redondo, nuovamente in rosa, impiegata in tutti i cinque incontri e che condivide con le compagne il percorso della sua squadra che chiude al secondo posto, a pari punti (6) con la Germania ma con peggiore differenza reti, il gruppo B nella fase a gironi, dove va a segno con una doppietta alla Norvegia (4-0) e una all'Inghilterra (3-1), superando poi faticosamente la Francia solo ai rigori dopo che ai tempi regolamentari l'incontri si era chiuso con una rete per parte, giungendo alla finale del 27 luglio 2015 allo Stadio Netanya di Netanya persa 3-1 con le avversarie della Svezia. Grazie a questo risultato, garantendosi l'accesso al Mondiale Under-20 di Papua Nuova Guinea 2016. Con le rosse U-19, nei soli tornei UEFA, realizza 6 reti su 14 presenze.
Redondo gioca due dei tre incontri disputati dalla Under-20 nella fase a gironi, realizzando la rete con cui il 20 novembre 2016 apre le marcature nell'incontro perso per 2-1 con la Nigeria, con la squadra che chiude il gruppo B al secondo posto dietro al Giappone, con le prime tre classificate tutte a 6 punti con due vittorie e una sconfitta ciascuna, ma raggiunti i quarti di finale la Spagna viene eliminata dalla Corea del Nord ai supplementari con il risultato di 3-2.
Nel 2023 viene convocata per il vittorioso mondiale disputato in Australia e Nuova Zelanda, manifestazione in cui scende in campo da titolare anche nella finale, vinta 1-0 sull'Inghilterra.

## Palmarès

### Nazionale
- UEFA Women's Nations League: 1

2023-2024
- Campionato mondiale: 1

2023

### Individuale
- Capocannoniera del campionato spagnolo: 1

2022-2023 (27 reti)